# Ногера-Пальяреса
Ногера-Пальяреса (ісп. Noguera Pallaresa) — річка в Каталонії, Іспанія. Починається в Піренеях, і впадає в річку Сегре.
Місце витоку називається Ера-Фонт-д'ера-Ногерета (Era Font d'era Noguereta) і розташовується в муніципалітеті Наут-Аран (район Валь-д'Аран), всього в ста метрах від витоку Гаронни, але на відміну від неї спрямовується не в Атлантичний океан, а на південь до Сегре, яка врешті-решт несе свої води в Середземне море.
Річка протікає через Камараса, Астеррі-д'Анеу, Паляс-Субіра, Ла-Гінгета-д'Анеу, Таларн, Ажер.

## Каскад ГЕС
На річці розташована ГЕС Камараса II.